# 미노촌 (오카야마현)
미노촌(御野村)은 오카야마현 미쓰군에 있던 촌이다. 현재의 오카야마시 기타구에 해당한다.

## 역사
- 1889년 6월 1일 - 정촌제 시행에 의해 미노군 미노촌이 성립하였다.
- 1900년 4월 1일 - 쓰다카군과 미노군이 합병해 미쓰군이 되었다.
- 1921년 3월 1일 - 기타카타・미노는 오카야마시에, 잔부는 마키이시촌에 분할편입, 동일 미노촌은 폐지되었다.

## 교통

### 철도
- 주고쿠 철도
  - 쓰야마선

## 참고문헌
- 『岡山市史 政治編』岡山市役所、1964年。